# 11.ª Unidad Expedicionaria de Marines
La 11.ª Unidad Expedicionaria de Marines (en inglés: 11th Marine Expeditionary Unit, (11th MEU), es una de las siete unidades expedicionarias que existen actualmente en el Cuerpo de Marines de los Estados Unidos. La componen unos 2200 hombres, repartidos entre un batallón de infantería blindada, un escuadrón de helicópteros de combate, un grupo de apoyo logístico y un puesto de mando.

## Unidades subordinadas
- Elemento Terrestre: 3.er Batallón, 1.er Regimiento
- Elemento Aéreo: 268.º Escuadrón de Helicópteros (HMM-268)
- Elemento Logístico: 11.º Batallón de Logística[3]

## Historia

### Primeros años
La 11.ª Unidad Expedicionaria de Marines, originalmente 17.ª Unidad Anfibia de Marines, se creó el 13 de abril de 1979 en Camp Pendleton, California.
En 1983, tras una serie de cambios en el Cuerpo de Marines, la 17.ª Unidad Anfibia, fue renombrada como 11.ª Unidad Anfibia. El 5 de febrero de 1988 el Cuerpo de Marines definió con más claridad las múltiples funciones de sus unidades, y el término «anfibio» fue cambiado por el de «expedicionario», dando a la unidad su denominación actual, 11.ª Unidad Expedicionaria de Marines.

### 1990
En junio de 1998, fue desplegada dentro del marco de la Operation Safe Departure, para la evacuación de personal no combatiente, en Asmara, Eritrea. A bordo de aviones KC-130, se evacuaron 172 civiles hacia Amán, Jordania.
La unidad volvió a ser desplegada en 1999, como parte de las Fuerzas Internacionales para Timor Oriental, permaneció desplegada en Timor Oriental desde el 25 de octubre de 1999 hasta el 27 de noviembre de ese mismo año. Durante ese periodo suministraron un millón y medio de suministros a las fuerzas de mantenimiento de la paz, desplegadas en Timor.

### La guerra de Irak
El 24 de febrero de 2003, la 11.ª Unidad fue desplegada en Kuwait, como apoyo en la Operación Libertad Duradera y en la Operación Libertad iraquí, regresó a Estados Unidos el 20 de mayo de ese mismo año.
El 31 de julio de 2004, la 11.ª Unidad, encuadrada dentro de la Multinational Division Central-South, bajo mando polaco, asumió el control operativo de las provincias de Nayaf y de Cadisia. En agosto de 2004, la 11.ª unidad lideró un asalto, contra el Ejército de al-Mahdi de Muqtada al-Sadr. La batalla terminó ese mismo mes con un alto el fuego negociado. La unidad permaneciera en Nayaf hasta febrero de 2005.

### Huracán Katrina
Elementos de la 11.ª Unidad se desplegaron y participaron activamente en la ayuda tras el Huracán Katrina . Durante ese periodo tuvo su base en el Centro espacial John C. Stennis, en el  Condado de Hancock, Misisipi.

## Condecoraciones
Condecoraciones y honores ganados por la 11.ª Unidad Expedicionaria de Marines
- Presidential Unit Citation

- Joint Meritorious Unit Award

- Navy Unit Commendation

 con dos estrellas de bronce  
- Meritorious Unit Commendation

 con cuatro estrellas de bronce 
- Marine Corps Expeditionary Medal

 con una estrella de bronce 
- Medalla de Servicio en la Defensa Nacional

 con una estrella de bronce
- Medalla de las Fuerzas Armadas Expedicionarias

- Southwest Asia Service Medal

 con tres estrellas de bronce   
- Medalla de la Campaña de Irak

 con una estrella de bronce 
- Global War on Terrorism Expeditionary

- Global War on Terrorism Service